# Gonomyia phoracantha
Gonomyia phoracantha är en tvåvingeart som beskrevs av Alexander 1938. Gonomyia phoracantha ingår i släktet Gonomyia och familjen småharkrankar. Inga underarter finns listade i Catalogue of Life.